# 707 17th Street
707 17th Street − wieżowiec w Denver, w stanie Kolorado, w Stanach Zjednoczonych, o wysokości 159 m.
Jego budowę zakończono w 1981 roku. Budynek posiada 42 kondygnacje. Mieszczą się w nim biura oraz hotel Marriott. 